# Hydroides uncinata
Hydroides uncinata är en ringmaskart som först beskrevs av Phillipi 1844.  Hydroides uncinata ingår i släktet Hydroides och familjen Serpulidae.
Artens utbredningsområde är Moçambique. Inga underarter finns listade i Catalogue of Life.